# Caridina rapaensis
Caridina rapaensis е вид десетоного от семейство Atyidae. Видът не е застрашен от изчезване.

## Разпространение и местообитание
Разпространен е във Френска Полинезия.
Обитава сладководни басейни и потоци.